# 볼프강 슈툼프

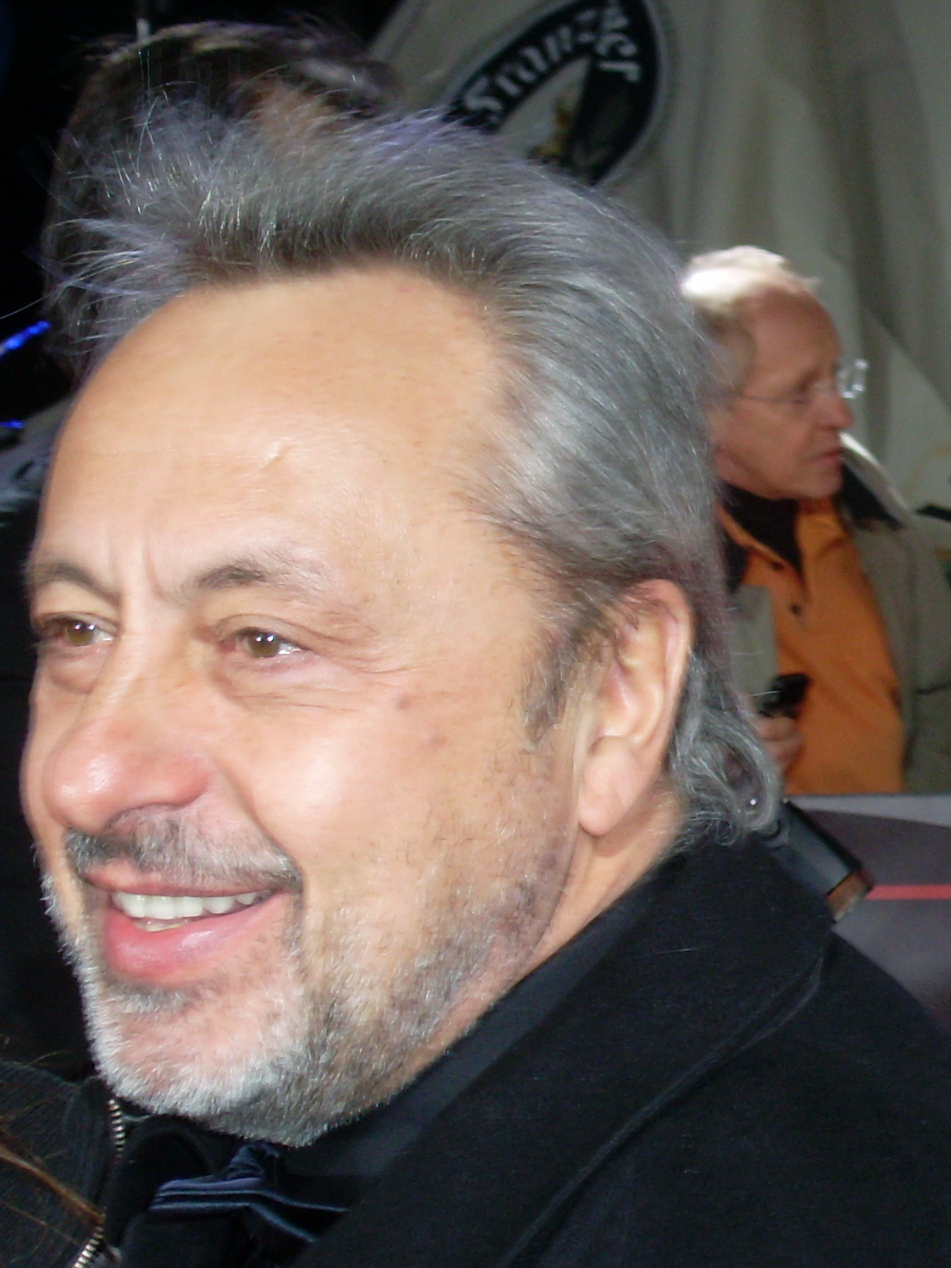

볼프강 슈툼프(독일어: Wolfgang Stumph, 1946년 1월 31일 ~ )는 독일의 배우이다.

## 영화
- 100일 동안 100가지로 100퍼센트 행복찾기 (2018년) - 울프강 역
- 메리 미 (2015년) - 맨프리드 역
- 귀 없는 토끼 (2007년)
- 트라비에게 갈채를 2 (1992년)
- 트라비에게 갈채를 (1991년)